# Gladhouse Reservoir
Gladhouse Reservoir är en reservoar i Storbritannien. Den ligger i riksdelen Skottland, i den centrala delen av landet. Gladhouse Reservoir ligger 272 meter över havet. Trakten runt Gladhouse Reservoir består i huvudsak av gräsmarker och lite skog. Den sträcker sig 1,9 kilometer i nord-sydlig riktning, och 1,5 kilometer i öst-västlig riktning.